# Bill Kaulitz
Bill Kaulitz (Lipsia, 1º settembre 1989) è un cantante tedesco fratello gemello del chitarrista del gruppo Tom Kaulitz, cognato di Heidi Klum, leader del gruppo Tokio Hotel di cui è l'autore delle canzoni insieme al fratello.

## Biografia

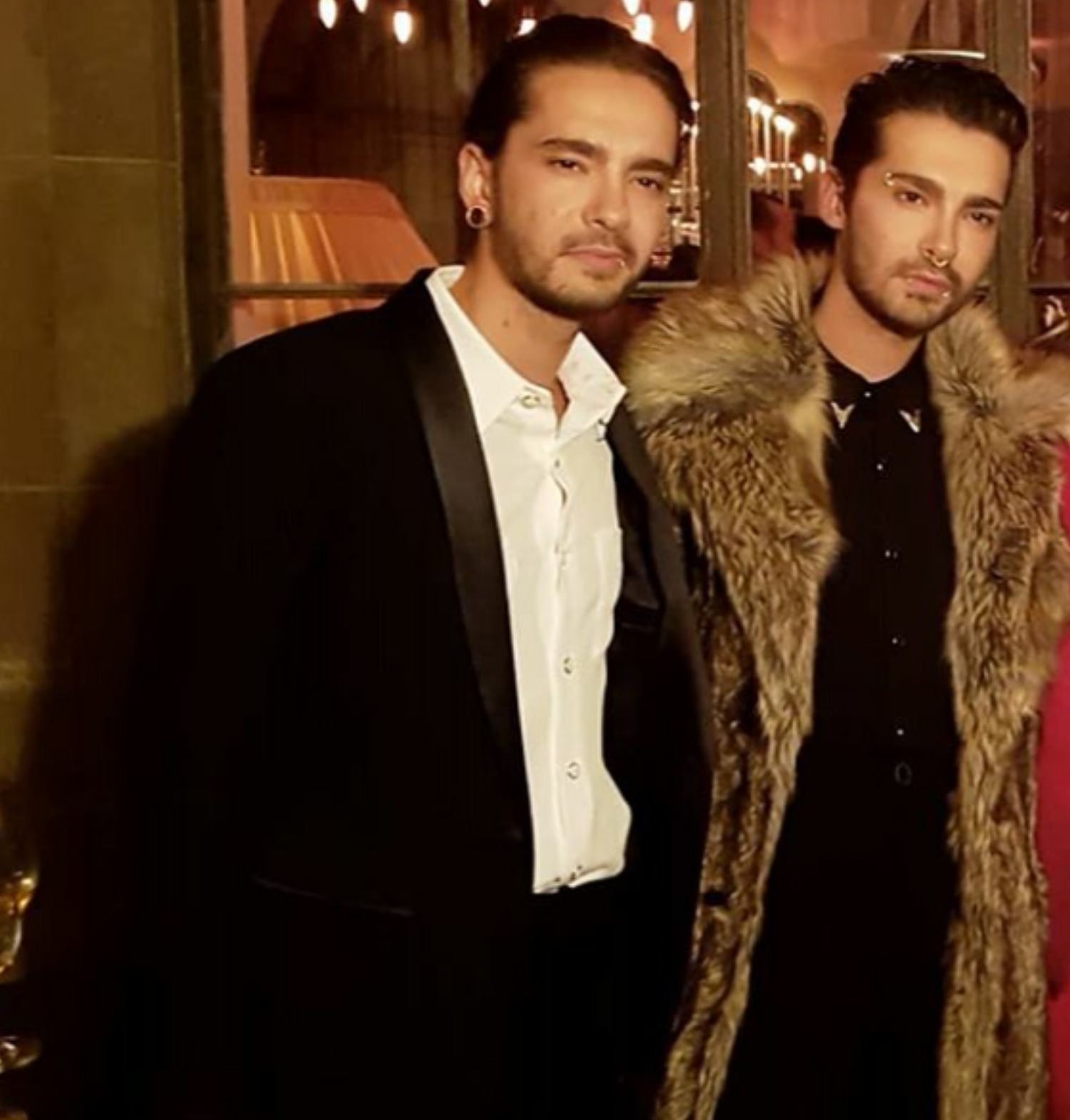
Bill Kaulitz col fratello Tom

### Infanzia e vita attuale
Nato a Lipsia, all'epoca Germania Est, i genitori di Bill divorziarono quando lui e il suo gemello Tom avevano solo sei anni. Sua madre si fidanzò poi con un altro uomo, Gordon Trümper, per poi sposarsi nel 2009. Quest'ultimo, ex polistrumentista di un gruppo rock, trasmise a lui e a suo fratello l'amore per la musica avviandoli ad intraprendere una carriera in questo ambito.
Bill Kaulitz ha passato la sua infanzia a Loitsche, nelle vicinanze di Magdeburgo, e in seguito, quando lui e gli altri componenti del gruppo si dedicavano alla registrazione viveva ad Amburgo con il gemello Tom, il batterista Gustav Schäfer e il bassista Georg Listing nell'abitazione situata all'interno dello studio di registrazione. Lui ed il fratello soffrirono particolarmente la vita nel piccolo paesino tedesco, anche perché Bill era spesso vittima di bullismo a scuola ed a causa del suo look particolare, con piercing, capelli tinti e trucco nero, alcuni professori si erano perfino rifiutati di fargli lezione.
Nel 2010 è stato eletto dalla PETA vegetariano più sexy dell'anno tra gli europei, ricevendo molti più voti del gemello Tom, anch'egli vegetariano. A fine 2011 si è trasferito, per motivi di sicurezza e per registrare con la Cherrytree Records, a Los Angeles, dove vive tuttora con il gemello. Nel maggio 2016 col nome d'arte Billy esce il suo primo extended play da solista I'm Not OK, anticipato dal primo singolo intitolato Love Don't Break Me.

### Con i Tokio Hotel

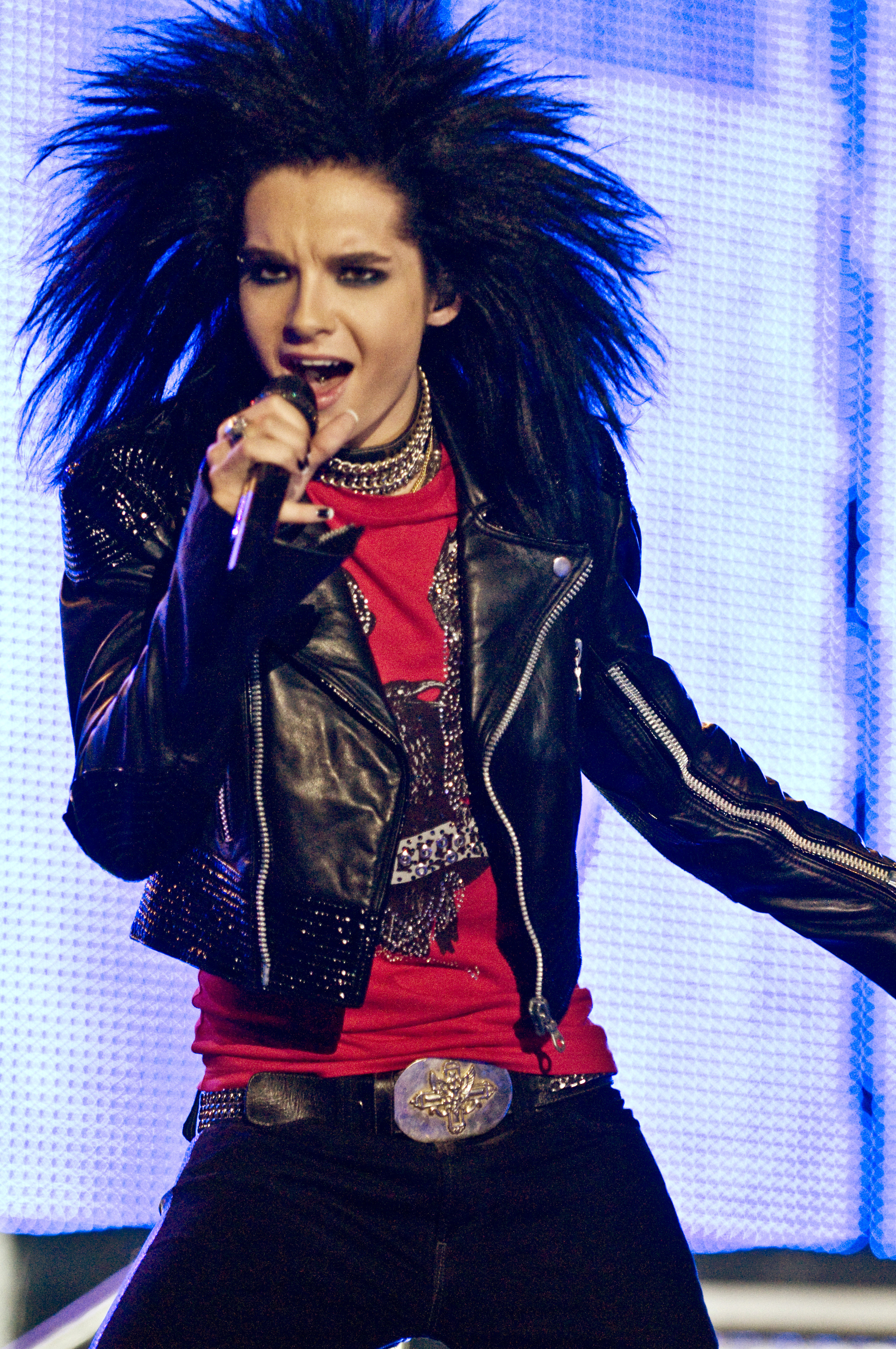
Bill Kaulitz nel 2008

Già all'età di 10 anni i fratelli cominciarono ad esibirsi nella cittadina di Loitsche con il nome di Black Question Mark. La prima canzone a cui ha dato vita s'intitola Leb die Sekunde ("Vivi il secondo"), presente nel loro album di debutto, Schrei. Dopo l'incontro con i loro due amici Gustav Schäfer (batterista) e Georg Listing (bassista) in uno dei loro show, questi decisero di entrare a far parte della band. Bill decise di comune accordo con il gemello Tom (chitarrista) di dare vita ai "Devilish" nel 2001, che dopo tre anni mutarono in "Tokio Hotel", sotto etichetta Universal Music.
Nel 2003, Bill partecipò alla trasmissione televisiva Star Search, ma si classificò al secondo posto, tra i disaccordi del pubblico sulla vincita di Oliver Bruton, cantando It's Raining Men. Proprio in questa situazione venne notato dal produttore Peter Hoffman che decise di mettere sotto contratto della Sony BMG (che verrà poi sostituita dalla Universal Music) la band dopo che essa aveva presentato le loro canzoni. Sarà la canzone Durch den Monsun (Monsoon, nella versione in lingua inglese) a farli conoscere in tutta Europa, raggiungendo le vette di tutte le classifiche a livello europeo e vincendo numerosi dischi di platino e d'oro tra Germania, Austria, Svizzera, Francia e Italia, nell'estate del 2007.
In seguito a questo successo, i Tokio Hotel intrapresero un tour mondiale, che però venne momentaneamente interrotto nel marzo del 2008 a causa di una cisti alle corde vocali di Bill. Il cantante fu sottoposto ad un'asportazione chirurgica, che tuttavia non ha compromesso le sue capacità vocali. Il tour è stato ripreso durante l'estate 2008 con il 1000 Hotels Tour, che ha toccato tutte le città in cui si dovevano tenere i concerti precedentemente annullati.
Il 2 ottobre 2009 è uscito un nuovo album dei Tokio Hotel Humanoid, realizzato in versione inglese e tedesca. Il primo singolo ad essere pubblicato è stato Automatic/Automatisch uscito il 18 settembre 2009 di cui è stato realizzato il videoclip. Il secondo singolo ad essere stato estratto è World Behind My Wall/Lass Uns Laufen, anche questo accompagnato da un videoclip ufficiale. Agli inizi del 2010 è partito il tour della band, che prevedeva spettacoli in trentadue città europee tra cui quattro in Italia: Torino, Milano, Padova e infine Roma. Il nome del tour è Welcome to Humanoid City Tour. Nell'estate del 2010 è stata poi pubblicata la registrazione video e audio della data milanese.
La cura degli outfit del tour è stata affidata alla casa di moda Dsquared² per la quale il cantante ha sfilato durante la settimana della moda a Milano.
Conclusasi la tournée europea, il gruppo si è lanciato alla conquista del territorio asiatico esibendosi in località come Taiwan con piccoli assaggi del tour europeo o acoustic session. Nel dicembre del 2010 sono finalmente sbarcati a Tokyo dedicandosi al fandom giapponese e pubblicando nel solo Giappone un album, Darkside of the Sun, con le migliori Hits del gruppo. Nello stesso periodo è stato pubblicato su scala mondiale un Best Of della band in versione tedesca ed inglese accompagnato da due canzoni mai pubblicate prima Hurricanes and Suns (2009) e Mädchen aus dem All (2003). Dopo quest'ultima pubblicazione l'intero gruppo si è ritirato dalla scena per dedicarsi all'incisione del nuovo album, concedendo rare apparizioni come quelle ai Muz-TV in Russia e ad un evento di beneficenza per il sostegno delle vittime del terremoto in Giappone organizzato da MTV.

## Discografia

### Solista

#### EP
- 2016 – I'm Not OK

## Cinema e televisione
- Bill con il fratello Tom, all'età di sei anni, ha fatto una comparsa in un telefilm tedesco dal titolo Verrückt nach dir.
- Ha anche doppiato Arthur nella versione tedesca dei film di Luc Besson Arthur e il popolo dei Minimei e Arthur e la vendetta di Maltazard insieme alla sua cantante tedesca preferita: Nena.
- Lui ed il fratello sono stati, nell'anno 2009-2010 testimonial per HRS (portale tedesco di booking online), H&M per Fashion Against Aids, Reebok, e per la casa automobilistica tedesca Audi, di cui sponsorizzavano l'Audi A1.
- Nel 2010 ha girato con Alice Cooper tre spot pubblicitari per la catena di negozi Saturn.[8]
- Nel 2013 ha fatto parte della giuria nel programma tedesco Deutschland sucht den Superstar insieme al fratello Tom.
- Nel 2023 è stato coach, insieme al fratello Tom, della tredicesima edizione di The Voice of Germany.
- Nel estate del 25 giugno 2024 i gemelli pubblicheranno sulla piattaforma di streaming Netflix un documentario sulla loro vita privata a Los Angeles, Kaulitz & Kaulitz.